# ナザール・ナジャリアン
ナザール・ナジャリアン（アラビア語: نزار نَجَاريَان, ラテン文字転写: Nazar Najarian, アルメニア語: Նազար Նաճարեան, 1957年7月24日 - 2020年8月4日）は、レバノンの政治家、実業家。

## 生涯
アルメニア系の5人家族の家庭に長男として生まれ、ベイルートで育った。ハイガズィアン大学でマーケティング研究・会計学・商業科学の学位を取得。 アラビア語・アルメニア語・フランス語・英語の4ヶ国語に堪能であった。1975年にレバノン内戦が勃発すると政治に関与し、1980年にバシール・ジェマイエルから「個人を動員する」という使命を託された。また、ジェマイエルが大統領に当選すると、他にもいくつかの任務を引き受けた。しかし、ジェマイエル自身は就任前に暗殺されてしまう。
内戦終結後はカタールに移り、さらに2012年10月にモントリオールに移住した。モントリオールでのナジャリアンは2013年1月にテトラン・ホールディングスを設立してそのCEOとなり、
プロヴァンス風のグルメショップ「ラ・キュール・グルマンド」のフランチャイズオーナーになるなど完全に政治から離れていた。
晩年はモントリオールに本拠を置いたままレバノンへ帰国することが頻繁になり、2018年6月11日にレバノン社会民主党の事務局長に就任した。2020年8月4日にベイルート港で爆発事故が発生し、都市全体に爆発の破片が散らばると、オフィスで頭部に重度の外傷を負って死去した。遺体は8月8日に埋葬された。